# Långtjärnen (Nordmarks socken, Värmland, 663785-140857)
Långtjärnen är en sjö i Filipstads kommun i Värmland och ingår i Göta älvs huvudavrinningsområde.